# Nagy Géza (művelődésszervező)
Nagy Géza (Székelyszenterzsébet, 1914. szeptember 1. – Kolozsvár, 1981. január 24.) magyar művelődéstörténész, tanár, műfordító. Apja idősb Nagy Géza református lelkész, teológiai tanár, egyházi író, történész.

## Életútja

### Tanulmányai
Testvérei Nagy István és Abodi Nagy Béla. Alsótagozatos iskoláit Székelyudvarhelyen végezte el. Itt kezdte el középiskolai tanulmányait is a református kollégiumban, de mivel családja 1925-ben átköltözött Kolozs megyébe, így a kolozsvári református kollégiumban tett érettségi vizsgát 1931-ben.
1931 és 1936 között a kolozsvári tudományegyetem hallgatója volt, nyelvészet és filozófia szakon, fő tantárgyként a magyar nyelv és irodalmi szakon, de mellékszakként a román és német nyelvet és irodalmat is hallgatta. Ebben az időszakban a FIKE (Főiskolai Keresztyén Egyesület) elnöke volt. Egyetemi tanulmányai alatt öt hónapot Svájcban töltött ösztöndíjjal, valamint Budapesten hat hónapig a tudományegyetem ösztöndíjas hallgatója volt. 1936-ban szerzett középiskolai tanári oklevelet.

### Munkaállomásai
Először a zilahi református kollégium, majd 1937-től kezdve a kolozsvári református kollégium tanára. A kollégiumban magyar, román és német nyelvet tanított.
1941-től 1947-ig az Erdélyi Múzeum-Egyesület titkára volt. 1944-ben egyike volt azoknak, akik Kolozsváron az Erdélyi Kör szervezésében aláírta azt a memorandumot, melyben Horthy Miklós kormányzót arra kérték, hogy azonnal kezdjen fegyverszüneti tárgyalásokat a Szovjetunióval. A II. világháború befejeződése után ő is kivette részét a romániai magyar iskolai oktatás megszervezéséből.
1945-ben doktorált a kolozsvári egyetemen. Még ugyanebben az évben a romániai szociáldemokrata párt tagja lett. Tanárként tankönyveket írt a magyar nyelvű középiskolák számára.
1946 és 1949 között a Magyar Népi Szövetségben kulturális tevékenységet folytatott, valamint az oktatási területet felügyelte. Neki és Felszeghy Ödönnek köszönhetően a romániai diktatúra éveiben is sikerült kiharcolnia egy viszonylag teljes körű oktatási autonómiát. Ennek eredményeképpen a dél-erdélyi szórványosan élő magyarok gyermekei is anyanyelvükön tanulhattak.
1949-ben kizárták a szociáldemokrata párt utódjából, az egyesített munkáspártból, mint jobboldali szociáldemokratát.
1948-ban államosították az iskolát, ahol tanított, középiskolai tanár lett a református kollégiumban, valamint a pedagógiai középiskolában.
1952-ben kényszermunkára vitték, bár bírósági ítélet nem született erről, 11 hónapig dolgoztatták a Duna–Fekete-tenger-csatorna építkezési munkálatain. 1953-ban elítélték egyévi börtönbüntetésre, mert nem tett jelentést egy március 15-i ünnepi megemlékezésről.
1954-től, szabadulásától kezdve, mint szakképzetlen munkás tudott elhelyezkedni egy faipari szövetkezetben. Két évig bútorfényezőként dolgozott. Közben álnéven azért fordításokat végzett román és német irodalomból. Írói álnevei ebben az időszakban Tar Pál, Tar Bálint és Nagy Bálint voltak.
1956-tól az erdélyi református egyházkerület levéltárában dolgozott. Gondozta a levéltár anyagát, közreműködött műemlékek javításán és a Református Szemle című lap technikai szerkesztője volt. 1971-ben rehabilitálták, ekkor hívta meg a kolozsvári Babeș–Bolyai Tudományegyetem előadótanárnak. Oktatási területe a magyar nyelv és irodalom módszertana volt. 1979-ben vonult nyugdíjba.
Tanulmányai, cikkei folyóiratokban, napilapokban jelentek meg.

## Főbb művei
- Összeállítás és bevezető tanulmány Kovács Dezső A kísértő c. elbeszéléskötetéhez (1970)
- Nevelésügyi sajtónk hagyományaiból (1974)
- Bevezetés és magyarázó jegyzetek Pápai Páriz Ferenc Békességet magamnak, másoknak c. válogatott írásaihoz (1977)
- Bethlen Gábor a művelődés szolgálatában (1980)